# هانس أل
هانس أل (بالنرويجية البوكمول: Hans Aall)‏ هو مؤرخ الفن نرويجي، ولد في 20 سبتمبر 1869 في آرندال في النرويج، وتوفي في 6 نوفمبر 1946 في أوسلو في النرويج.